# ژانومه
شرکت ژانومه (به ژاپنی: 蛇の目ミシン工業株式会社) شرکت ژاپنی تولید کننده چرخ خیاطی است که در سال ۱۹۲۱ میلادی در توکیو کشور ژاپن تأسیس گردید.
دفتر مرکزی این شرکت در هاچی‌اوجی، توکیو، ژاپن قرار دارد و همچنین کارخانه‌های تولیدی آن در کشورهای ژاپن، تایوان و تایلند مستقر است.
این شرکت همچنین مالک برند Elna نیز است.

### بازار ایران
چرخ خیاطی های ژانومه از بیش از ۵۰ سال پیش وارد ایران شده‌اند. این چرخ خیاطی ها، مونتاژ سه کشور تایوان ،‌ تایلند و ژاپن در بازار ایران موجود هستند. .ولیکن چرخ خیاطی های اصل ژاپن حتی قدیمی کیفیت بسیار بالاتری دارند.